# Kwas dichlorooctowy
Kwas dichlorooctowy (DCA) – związek organiczny, mocny kwas karboksylowy, pochodna chlorowa kwasu octowego.
Ze względu na dobrą rozpuszczalność w rozpuszczalnikach organicznych wykorzystywany jest w chemii organicznej m.in. do zakwaszania środowiska reakcji oraz do usuwania kwasolabilnych grup ochronnych (np. grupy dimetoksytrytylowej podczas syntezy oligonukleotydów na podłożu stałym).
Może być używany jako lek między innymi przy leczeniu chorób mitochondrialnych – związanych z niewydolnością mitochondriów (zespół MELAS), jednak towarzyszą mu skutki uboczne, np. neuropatia. Jego rakotwórczość dla człowieka nie została udowodniona i jest zaliczany do substancji możliwie rakotwórczych dla człowieka (grupa 2B) przez Międzynarodową Agencję Badania Raka.
W 2007 roku badacze z University of Alberta opublikowali artykuł, z którego wynika, że kwas dichlorooctowy w postaci soli sodowej (CHCl2COONa, NaDCA) skutecznie niszczy komórki rakowe w hodowli i nowotwory u myszy.